# Габси, Хассен
Хассен Габси (араб. حسان القابسي‎; род. 23 февраля 1974, Тунис) — тунисский футболист, завершивший игровую карьеру.

## Клубная карьера
Профессиональную карьеру начал в 1994 году в столичном клубе «Эсперанс». Проведя 7 сезонов в составе „кроваво-золотых“, Габси трижды становился чемпионом Туниса и дважды обладателем Кубка Туниса. В 2001 году на два сезона перешёл в итальянский клуб «Дженоа», который в то время выступал в Серии B. Карьеру завершил в сезоне 2003/04, защищая цвета бывшей команды - «Эсперанс». В том сезоне Габси снова стал чемпионом страны.

## Карьера за сборную
Дебют за сборную Туниса состоялся в 1997 году. Участник трёх Кубков африканских наций (1998, 2000 и 2002), Летних Олимпийских игр 1996 в Атланте (США) и Чемпионата мира 2002 в Южной Корее/Японии. Всего за сборную Габси провёл 51 матч и забил 16 голов.